# Шувајић
Шувајић је насеље у Србији у општини Голубац у Браничевском округу. Према попису из 2022. било је 207 становника.

## Демографија
У насељу Шувајић живи 266 пунолетних становника, а просечна старост становништва износи 40,3 година (37,9 код мушкараца и 42,7 код жена). У насељу има 80 домаћинстава, а просечан број чланова по домаћинству је 4,24.
Ово насеље је великим делом насељено Србима (према попису из 2002. године), а у последња три пописа, примећен је пад у броју становника.
|  |

| Демографија | Демографија | Демографија |
| Година      | Становника  | Становника  |
| ----------- | ----------- | ----------- |
| 1948.       | 475         |             |
| 1953.       | 536         |             |
| 1961.       | 492         |             |
| 1971.       | 470         |             |
| 1981.       | 442         |             |
| 1991.       | 423         | 388         |
| 2002.       | 339         | 381         |
| 2011.       | 260         |             |

| Етнички састав према попису из 2002.‍ | Етнички састав према попису из 2002.‍ | Етнички састав према попису из 2002.‍ | Етнички састав према попису из 2002.‍ | Етнички састав према попису из 2002.‍ |
| ------------------------------------ | ------------------------------------ | ------------------------------------ | ------------------------------------ | ------------------------------------ |
|                                      |                                      |                                      |                                      |                                      |
| Срби                                 | Срби                                 |                                      | 337                                  | 99,41%                               |
| Власи                                | Власи                                |                                      | 2                                    | 0,58%                                |
| непознато                            | непознато                            |                                      | 0                                    | 0,0%                                 |

| Година пописа     | 1948. | 1953. | 1961. | 1971. | 1981. | 1991. | 2002. |
| ----------------- | ----- | ----- | ----- | ----- | ----- | ----- | ----- |
| Број домаћинстава | 99    | 109   | 102   | 95    | 82    | 80    | 80    |

| Број чланова      | 1 | 2  | 3  | 4  | 5  | 6 | 7  | 8 | 9 | 10 и више | Просек |
| ----------------- | - | -- | -- | -- | -- | - | -- | - | - | --------- | ------ |
| Број домаћинстава | 6 | 14 | 11 | 11 | 16 | 9 | 10 | 3 | 0 | 0         | 4,24   |

| Пол    | Укупно | Неожењен/Неудата | Ожењен/Удата | Удовац/Удовица | Разведен/Разведена | Непознато |
| ------ | ------ | ---------------- | ------------ | -------------- | ------------------ | --------- |
| Мушки  | 135    | 25               | 87           | 16             | 7                  | 0         |
| Женски | 140    | 17               | 86           | 28             | 7                  | 2         |
| УКУПНО | 275    | 42               | 173          | 44             | 14                 | 2         |

| Пол    | Укупно                    | Пољопривреда, лов и шумарство | Рибарство                            | Вађење руде и камена | Прерађивачка индустрија       |
| ------ | ------------------------- | ----------------------------- | ------------------------------------ | -------------------- | ----------------------------- |
| Мушки  | 81                        | 47                            | 0                                    | 0                    | 10                            |
| Женски | 47                        | 28                            | 0                                    | 0                    | 11                            |
| УКУПНО | 128                       | 75                            | 0                                    | 0                    | 21                            |
| Пол    | Производња и снабдевање   | Грађевинарство                | Трговина                             | Хотели и ресторани   | Саобраћај, складиштење и везе |
| Мушки  | 0                         | 7                             | 6                                    | 2                    | 0                             |
| Женски | 0                         | 0                             | 3                                    | 0                    | 1                             |
| УКУПНО | 0                         | 7                             | 9                                    | 2                    | 1                             |
| Пол    | Финансијско посредовање   | Некретнине                    | Државна управа и одбрана             | Образовање           | Здравствени и социјални рад   |
| Мушки  | 1                         | 2                             | 2                                    | 2                    | 0                             |
| Женски | 0                         | 0                             | 0                                    | 1                    | 1                             |
| УКУПНО | 1                         | 2                             | 2                                    | 3                    | 1                             |
| Пол    | Остале услужне активности | Приватна домаћинства          | Екстериторијалне организације и тела | Непознато            | Непознато                     |
| Мушки  | 0                         | 0                             | 0                                    | 2                    | 2                             |
| Женски | 0                         | 0                             | 0                                    | 2                    | 2                             |
| УКУПНО | 0                         | 0                             | 0                                    | 4                    | 4                             |